# Château-Gaillard (Vannes)
Pour les articles homonymes, voir Gaillard et Château-Gaillard.
L’ancien Hôtel du Parlement de Bretagne ou Château-Gaillard, est un ancien hôtel particulier situé dans la commune française de Vannes dans le Morbihan. Construit au début du XVe siècle, le château-Gaillard accueille depuis 2000 le musée d'histoire et d'archéologie de la ville, propriété de la Société polymathique du Morbihan.

## Historique
Le château est bâti sur des terres appartenant primitivement aux chevaliers de Saint-Jean de Jérusalem. Le terrain devient ensuite la propriété de Gaillard Tournemine (dont il tire son nom), de Thomas Faverill, de Jean de Crésolles, de la famille Pantin et de Jean de Malestroit.
Construit vers 1430-1440 par Jean de Malestroit, évêque de Saint-Brieuc entre 1406 et 1419 et de Nantes entre 1419 et 1443, chancelier du duc de Bretagne Jean V depuis 1408, cette demeure médiévale passe entre les mains de d'Hervé de Malestroit, de Jean de Mésanger et des chanoines de Nantes avant d'être rachetée en 1457 par le duc de Bretagne. C'est dans cette cour souveraine que les vassaux du duc votent les impôts. En 1485, François II confie le rôle des États dans les contentieux à une cour de justice, Parlement de Bretagne. Le château sert alors d'auditoire au Parlement ainsi que de demeure au président.
Le château restera le siège de l'administration du Parlement jusqu'en 1535, trois ans après la signature du traité d'Union de la Bretagne à la France, voté par les États de Bretagne en 1532. En 1554, alors que le Parlement s'installe définitivement à Rennes, le roi de France Henri II vend l'hôtel. Au XVIIe siècle, l'hôtel appartient à Pierre de Sérent, président du présidial de Vannes, qui commandite la réalisation du cabinet des Pères du désert composé de 66 panneaux de bois, représentations de tous les pays et de toutes les époques d'après des gravures reproduisant l'œuvre du peintre Maarten de Vos.
En 1912, la Société polymathique du Morbihan rachète le Château-Gaillard , puis le loue à la municipalité vannetaise depuis 2000 afin de créer un musée d'histoire et d'archéologie qui permet la conservation et la présentation au public de ses collections. Le Château-Gaillard fait l’objet d'un classement au titre des monuments historiques depuis le 3 janvier 1913.

## Description
L'ancien hôtel du Parlement de Bretagne est composé de deux corps de logis à fenêtres à meneaux, desservis par un escalier à vis situé dans une tour polygonale en pierre. À l'arrière, un autre escalier à vis, plus étroit, dessert les divers niveaux. Ce bâtiment est orné de peintures et boiseries Renaissance et d'un plafond à caissons. La toiture est supportée par une charpente en carène de bateau.
La Pierre de Justice ou mémorial breton de la Lande de Justice de Crach, ainsi que diverses pierres (dont des lec'hs et borne milliaire) trouvées dans le département, étaient autrefois exposées dans la cour donnant sur la rue Noé. Cette Pierre de Justice a été inscrite monument historique le 25 janvier 1937.

## Musée d'histoire et d'archéologie
Le musée d'histoire et d'archéologie présente des collections permanentes d'archéologie. La base Palissy recense 74 monuments mobiliers classés au titre des monuments historiques au musée.
| Monument                                          | Notice               | Classement | Date              | Photographie |
| Croix de procession de saint Coulomb              | Notice no PM56001350 | classement | 17 mai 1949       |              |
| 254 haches à douille armoricaine                  | Notice no PM56001351 | classement | 28 septembre 1977 |              |
| Portrait de Clotilde de la Bourdonnaye            | Notice no PM56001361 | classement | 23 avril 1981     |              |
| Tapisserie d'Aubusson fin XVIIe de 346 par 400 cm | Notice no PM56001362 | classement | 23 avril 1981     |              |
| Tapisserie d'Aubusson fin XVIIe de 286 par 280 cm | Notice no PM56001363 | classement | 23 avril 1981     |              |
| Dalmatique                                        | Notice no PM56001364 | classement | 23 avril 1981     |              |
| Cabinet des Pères du désert                       |                      |            |                   |              |
| Décor du Cabinet des pères du désert              | Notice no PM56001360 | classement | 21 janvier 1981   |              |
| Lambris de revêtement                             | Notice no PM56001684 | classement | 21 janvier 1981   |              |
| Série de 9 toiles                                 |                      |            |                   |              |
| Le reniement de saint Pierre                      | Notice no PM56001685 | classement | 21 janvier 1981   |              |
| La guérison de l’aveugle par le Christ            | Notice no PM56001686 | classement | 21 janvier 1981   |              |
| Le Christ et une femme                            | Notice no PM56001687 | classement | 21 janvier 1981   |              |
| Le Borgne dans la tempête                         | Notice no PM56001688 | classement | 21 janvier 1981   |              |
| La Prédication de saint Jean-Baptiste             | Notice no PM56001689 | classement | 21 janvier 1981   |              |
| Le Christ et le mendiant                          | Notice no PM56001690 | classement | 21 janvier 1981   |              |
| Les Pèlerins d'Emmaüs                             | Notice no PM56001691 | classement | 21 janvier 1981   |              |
| Le Christ et huit apôtres                         | Notice no PM56001692 | classement | 21 janvier 1981   |              |
| Carnard et palais                                 | Notice no PM56001693 | classement | 21 janvier 1981   |              |
| Série de 57 petits tableaux                       |                      |            |                   |              |
| Paulus                                            | Notice no PM56001694 | classement | 21 janvier 1981   |              |
| Henricus                                          | Notice no PM56001695 | classement | 21 janvier 1981   |              |
| Vulmarus                                          | Notice no PM56001696 | classement | 21 janvier 1981   |              |
| Antiochus                                         | Notice no PM56001697 | classement | 21 janvier 1981   |              |
| Identification inconnu                            | Notice no PM56001698 | classement | 21 janvier 1981   |              |
| Venerius                                          | Notice no PM56001699 | classement | 21 janvier 1981   |              |
| Benedictus                                        | Notice no PM56001699 | classement | 21 janvier 1981   |              |
| Suatacopius                                       | Notice no PM56001701 | classement | 21 janvier 1981   |              |
| Hilarion                                          | Notice no PM56001702 | classement | 21 janvier 1981   |              |
| Jérôme                                            | Notice no PM56001703 | classement | 21 janvier 1981   |              |
| Nona Hierosola                                    | Notice no PM56001704 | classement | 21 janvier 1981   |              |
| Sara                                              | Notice no PM56001705 | classement | 21 janvier 1981   |              |
| Ephrem                                            | Notice no PM56001706 | classement | 21 janvier 1981   |              |
| Pelagia                                           | Notice no PM56001707 | classement | 21 janvier 1981   |              |
| Meinradus                                         | Notice no PM56001708 | classement | 21 janvier 1981   |              |
| Romoaldus Marinus                                 | Notice no PM56001709 | classement | 21 janvier 1981   |              |
| Symmachus                                         | Notice no PM56001710 | classement | 21 janvier 1981   |              |
| Thais                                             | Notice no PM56001711 | classement | 21 janvier 1981   |              |
| Amata                                             | Notice no PM56001712 | classement | 21 janvier 1981   |              |
| Arsenius                                          | Notice no PM56001713 | classement | 21 janvier 1981   |              |
| Beatus                                            | Notice no PM56001714 | classement | 21 janvier 1981   |              |
| Plamon                                            | Notice no PM56001715 | classement | 21 janvier 1981   |              |
| Epha                                              | Notice no PM56001716 | classement | 21 janvier 1981   |              |
| Dydimus                                           | Notice no PM56001717 | classement | 21 janvier 1981   |              |
| Paternus                                          | Notice no PM56001718 | classement | 21 janvier 1981   |              |
| Abraham                                           | Notice no PM56001719 | classement | 21 janvier 1981   |              |
| Dorotheus                                         | Notice no PM56001720 | classement | 21 janvier 1981   |              |
| Robertus                                          | Notice no PM56001721 | classement | 21 janvier 1981   |              |
| Otilia Bavara                                     | Notice no PM56001722 | classement | 21 janvier 1981   |              |
| Epiphanius                                        | Notice no PM56001723 | classement | 21 janvier 1981   |              |
| Basilius                                          | Notice no PM56001724 | classement | 21 janvier 1981   |              |
| Nephalia Gnossia                                  | Notice no PM56001725 | classement | 21 janvier 1981   |              |
| Helenus                                           | Notice no PM56001726 | classement | 21 janvier 1981   |              |
| Theodorus                                         | Notice no PM56001727 | classement | 21 janvier 1981   |              |
| Malchus                                           | Notice no PM56001728 | classement | 21 janvier 1981   |              |
| Paphnutiv                                         | Notice no PM56001729 | classement | 21 janvier 1981   |              |
| Saint Jean-Baptiste                               | Notice no PM56001730 | classement | 21 janvier 1981   |              |
| Possidonius                                       | Notice no PM56001731 | classement | 21 janvier 1981   |              |
| Eulugtus                                          | Notice no PM56001732 | classement | 21 janvier 1981   |              |
| Simeon Stylita                                    | Notice no PM56001733 | classement | 21 janvier 1981   |              |
| Palamon et un inconnu                             | Notice no PM56001734 | classement | 21 janvier 1981   |              |
| Gnuphrius                                         | Notice no PM56001735 | classement | 21 janvier 1981   |              |
| Sylvia Ruifina                                    | Notice no PM56001736 | classement | 21 janvier 1981   |              |
| Sophronia Tantaltina                              | Notice no PM56001737 | classement | 21 janvier 1981   |              |
| Marie-Madeleine                                   | Notice no PM56001738 | classement | 21 janvier 1981   |              |
| identification inconnu                            | Notice no PM56001739 | classement | 21 janvier 1981   |              |
| identification inconnu                            | Notice no PM56001740 | classement | 21 janvier 1981   |              |
| identification inconnu                            | Notice no PM56001741 | classement | 21 janvier 1981   |              |
| Tometa et Nicosa                                  | Notice no PM56001742 | classement | 21 janvier 1981   |              |
| identification inconnu                            | Notice no PM56001743 | classement | 21 janvier 1981   |              |
| identification inconnu                            | Notice no PM56001744 | classement | 21 janvier 1981   |              |
| Spiridion                                         | Notice no PM56001745 | classement | 21 janvier 1981   |              |
| Erena                                             | Notice no PM56001746 | classement | 21 janvier 1981   |              |
| Tosaphat                                          | Notice no PM56001747 | classement | 21 janvier 1981   |              |
| Thanael                                           | Notice no PM56001748 | classement | 21 janvier 1981   |              |
| Iacobus                                           | Notice no PM56001749 | classement | 21 janvier 1981   |              |
| Maria Egiptia                                     | Notice no PM56001750 | classement | 21 janvier 1981   |              |

### Articles connerxes
- Liste des châteaux de l'arrondissement de Vannes